# Clarinet doble
Un clarinet doble és un instrument aeròfon consistent en dos tubs paral·lels fets de canya, d'os d'ocell o de metall, que es toquen siimultàniament, amb una llengüeta simple en cada un d'ells. Habitualment, tenen cinc o sis forats per tapar amb els dits, ja siguin en tots dos tubs o només en un d'ells; en aquest cas, l'altre tub actua com un bordó. La llengüeta simple o bé està tallada en el mateix cos de l'instrument (llengüeta idioglota) o bé en uns altres tubs, de secció més estreta que els principals, i que s'insereixen en aquests per l'extrem superior. Habitualment l'intèrpret hi aplica la respiració circular.

## Varietats
Els clarinets dobles es troben sobretot a la música de l'Orient Mitjà, però també a l'Índia; En els diversos països apareixen versions diferents, amb variants i amb noms també diferents. Al Iemen, aquest instrument s'anomena mizmar (un nom que designa altres instruments en altres països). Els noms més comuns són zamr, zammāra, arghūl, i mijwiz. Els dos primers tenen la mateixa rel lingüística que mizmār.
A Albània l'instrument s'anomena zumare; té cinc forats a cada tub i una campana.
A Egipte l'instrument es coneix com a zummāra. Tots dos tubs tenen una llargada de 30 o 35 centímetres. En alguns casos, un dels tubs té entre quatre i sis forats, mentre que l'altre no en té cap i funciona com a bordó; en altres, tots dos tubs tenen forats. Té una tessitura molt limitada, d'una quarta o una quinta.
L'arghūl és, sobretot, un instrument egipci; té un tub melòdic amb entre cinc i set forats, i un de més llarg que fa de bordó, sense forats. Se'n construeixen de moltes mides; pot arribar a tenir 80 centímetres el tub melòdic, i 240 el bordó, tot i que aquest està fet per peces de manera que es pot alterar la llargada i, per tant, l'afinació.
L'instrument equivalent d'Iraq s'anomena zummāra, tot i que en aquest cas es tracta d'un clarinet simple, d'un sol tub. És similar al mijwiz de Síria.
Al Marroc i a Tunísia l'instrument s'anomena zamr o zamar, i té una doble campana. L'instrument marroquí té sis forats a cada tub. El mizmār o zamr rīfī, també del Marroc, té més d'un metre de llarg, també amb sis forats a cada tub, i amb sengles campanes fetes de banya.
El clarinet doble de Síria, oest d'Iraq, Líban, nord d'Israel i Jordània s'anomena mijwiz. Fa uns 30 centímetres de llarg i normalment té sis forats a cada tub. Les melodies es toquen a l'uníson en tots dos tubs, habitualment amb un tub afinat amb una lleugera diferència en respecte a l'altre.
Igualment pertany a aquest grup el reclam de xeremies d'Eivissa, i hi està emparentat -tot i que és un clarinet no pas doble sinó triple- el launeddas de Sardenya.